# Eucalyptus rameliana
Eucalyptus rameliana är en myrtenväxtart som beskrevs av Ferdinand von Mueller. Eucalyptus rameliana ingår i släktet Eucalyptus och familjen myrtenväxter. Inga underarter finns listade i Catalogue of Life.